# Papparapatti (Dharmapuri)
Papparapatti (o Papparappatti, Pauparapatti, Paupparapatti) è una suddivisione dell'India, classificata come town panchayat, di 11.275 abitanti, situata nel distretto di Dharmapuri, nello stato federato del Tamil Nadu. In base al numero di abitanti la città rientra nella classe IV (da 10.000 a 19.999 persone).

## Geografia fisica
La città è situata a 12° 14' 06 N e 78° 03' 17 E e ha un'altitudine di 478 m s.l.m..

## Società

### Evoluzione demografica
Al censimento del 2001 la popolazione di Papparapatti assommava a 11.275 persone, delle quali 5.738 maschi e 5.537 femmine. I bambini di età inferiore o uguale ai sei anni assommavano a 1.322, dei quali 673 maschi e 649 femmine. Infine, coloro che erano in grado di saper almeno leggere e scrivere erano 7.857, dei quali 4.461 maschi e 3.396 femmine.